# Хисар (Валовища)
Хисар или Валовищката крепост (на гръцки: Ισσάρι, Κάστρο Σιδηρόκαστρου) е средновековно отбранително съоръжение, разположено на хълма Хисар, над град Валовища (Сидирокастро), Северна Гърция.

## Местоположение
Крепостта Хисар се намира на едноименния скалист хълм източно над Валовища на височина от 155 m. Хълмът има отлична естествена защита благодарение на течащата в подножието му река Белица (Крушовската река). Позицията може да контролира голяма част от Сярското поле, долината на река Струма, както и достъпа до Петричко и Мелнишко през Рупелския пролом.

## История
Името Валовища се споменава в една дарителска грамота за светогорския манастир Космидион на император Алексий I Комнин от 1081 година. Византийската писателка Анна Комнина пише, че в 1106 или началото на 1107 година император Йоан II Комнин на път за Солун минал през град Валависта (Βαλαβίστα), където се родили синът му Алексий Комнин и дъщеря му Мария Комнина. През 1246 година във Вагависта (Βαγαβιστα) император Йоан III Дука Ватаци приел делегация от мелнишки първенци, желаещи да предадат града на Никейската империя.
Крепостта е изградена в началото на XIV век от Андроник III Палеолог (1328 – 1341). Според Йоан VI Кантакузин Андроник построява до Ферас, тоест Серес, крепост, наречена Сидирокастро, тъй като имала здрави стени и е бил силна крепост.
Валовищката крепост се споменава през XVII век от османските пътешественици Евлия Челеби и Хаджи Калфа, които я намират изоставена. В същото време в подножието на хълма и отвъд река Белица вече се е развил процъфтяващ град, известен в текстове от XVII - XIX век под името Демир Хисар.
Извън стените е оцеляла елинистическа гробница – с форма на храм на фасадата – изсечена в скалата, чиято камера, украсена с византийски стенописи, е превърната в църквата „Свети Димитър“. Други издълбани гробници в района, както и случайни находки от римско време във и извън замъка, потвърждават, че на това място е имало селище през елинистическия, римския и ранновизантийския период. Обитаването през средновизантийския период не е потвърдено. Вероятно поради варварските нахлувания - хуни, готи, славяни и други - селището е изоставено между IV и VI, а по-късно, през късновизантийския период, районът отново е заселен, също поради наличието на замъка.

## Архитектура
Крепостта има неправилна форма, която следва терена. Общата му площ е около 44 декара, а периметърът на стените надхвърля 1100 m. Крепостта е имала вътрешна и външна стена, която е била подсилена с кръгли и квадратни кули. Идентифицирани са два входа, и двата от южната страна. Зидарията се състои от речни камъни от Белица, размесени с тухли и използване на варов разтвор като свързващ материал. В долната част на стените има следи от по-стари сгради.
Само малка част от стените са оцелели днес. От източната страна стените са запазени на височина до 8 m, без да са запазени зъберите, което означава, че първоначалната височина е била по-голяма. Във вътрешното заграждение, близо до портата, има голям кръгъл резервоар с дълбочина 5,40 m и 4,05 - 4,20 m в диаметър. Вместимостта му е около 60 m3. Стените на резервоара са изградени от камъни, между които са вмъкнати тънки тухли. Вътрешно има насложени слоеве от хидравличен хоросан. Този резервоар е в основата на голяма кръгла кула с диаметър 9,5 m. от които са оцелели само следи.